# Vrnjačka Banja
Vrnjačka Banja település Szerbiában, a Raskai körzet Vrnjačka Banja-i községének székhelye.

## Népesség
- 1948-ban 2 355 lakosa volt.
- 1953-ban 3 158 lakosa volt.
- 1961-ben 4 971 lakosa volt.
- 1971-ben 6 520 lakosa volt.
- 1981-ben 9 699 lakosa volt.
- 1991-ben 9 812 lakosa volt.
- 2002-ben 9 877 lakosa volt, melyből 9 459 szerb (95,76%), 79 montenegrói, 46 jugoszláv, 20 macedón, 19 horvát, 15 magyar (0,15%), 14 roma, 6 bolgár, 6 orosz, 3 bosnyák, 3 muzulmán, 3 német, 3 szlovén, 2 cseh, 2 román, 2 ukrán, 1 ruszin, 1 szlovák, 19 egyéb, 145 ismeretlen és 29 személy nem nyilatkozott.

## A községhez tartozó települések
- Vraneši,
- Vrnjci,
- Vukušica,
- Goč,
- Gračac,
- Lipova (Vrnjačka Banja),
- Novo Selo (Vrnjačka Banja),
- Otroci,
- Podunavci,
- Rsavci,
- Ruđinci,
- Stanišinci,
- Štulac

## Éghajlat
Kontinentális éghajlat jellemzi a várost, az évi középhőmérséklet 10,5 fok. A legmagasabb hőmérsékletet, 44,3 fokot 1939. július 22-én mérték, a legalacsonyabbat 1956. február 17-én, ekkor -27,1 fok volt.

## Turizmus
A legnépszerűbb gyógyvizes fürdővel rendelkező város Szerbiában.
7 gyógyvizes forrás van, amelyek közül 4 alkalmas különböző betegségek gyógyítására.
Ezek a következők:
- Topla voda (36.5 °C)
- Snežnik (17 °C)
- Slatina (24 °C)
- Jezero (27 °C)
- Beli izvor
- Borjak
- Vrnjačko vrelo

## Sport
A város labdarúgócsapata a FK Goč Vrnjačka Banja.

## A város szülöttei
- Miodrag B. Protić, festő
- Vladislav Đukić, labdarúgó

## Külső hivatkozások
- Hivatalos honlap